# Conospermum triplinervium
Conospermum triplinervium är en tvåhjärtbladig växtart som beskrevs av Robert Brown. Conospermum triplinervium ingår i släktet Conospermum och familjen Proteaceae. Utöver nominatformen finns också underarten C. t. minus.